# جانينا يواندوسكا
جانينا يواندوسكا (بالبولندية: Janina Antonina Lewandowska)‏ ‏ (1908-1940) هيَ طيارة بولندية في فترة الحرب العالمية الثانية، قُتلت في مجزرة كاتين، وهي ابنة الضابط العسكري البولندي جوزيف دوبور-مونيكي. تُعتبر جانينا المرأة الوحيدة التي قُتلت في مجزرة كاتين.
وُلدت جانينا في 22 أبريل 1908 في خاركيف وتُوفيت في 22 أبريل 1940 في كاتين.